# Región Norte (Guerrero)
La región Norte, también conocida como Sierras del Norte, es una de las ocho regiones geo-económicas y culturales que conforman el estado de Guerrero, en el sur de México. Según el censo de 2020 del INEGI, tiene una población de 499,462 habitantes.

## Geografía

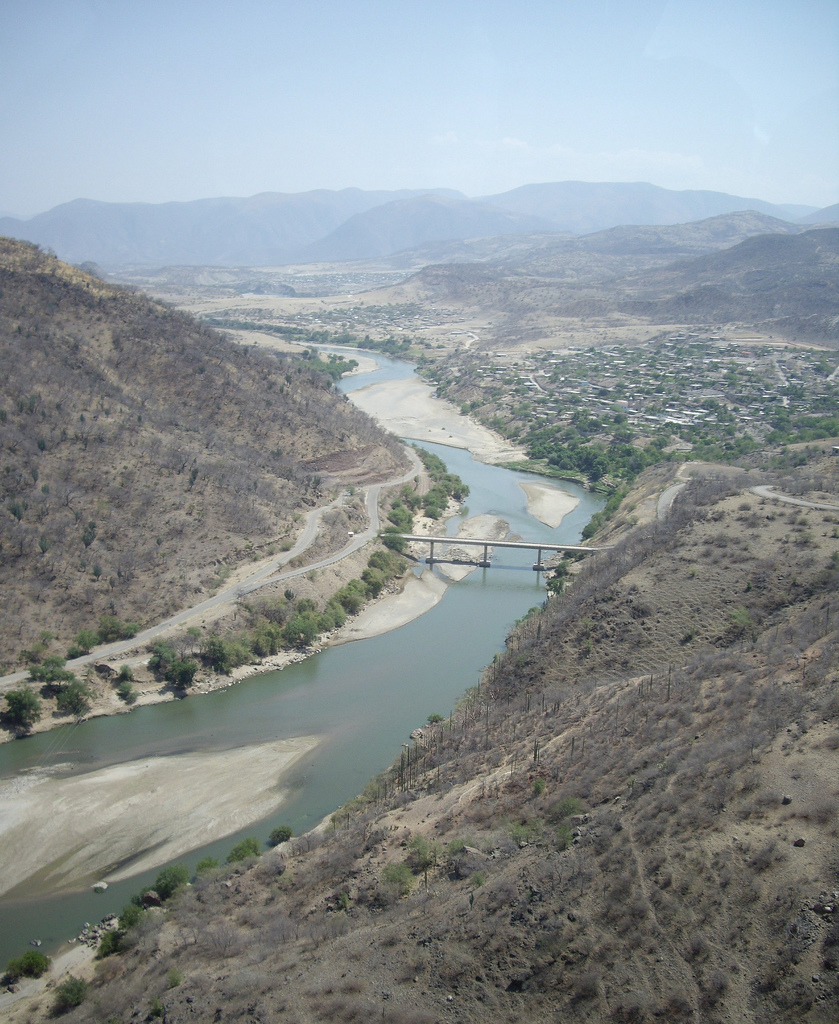
El río Balsas, es conocido en esta región como Mezcala.

La región Norte se ubica en la porción septentrional del estado, sus colindancias territoriales son al norte con los estados de México y Morelos, al sur con la región Centro, al poniente con la región de Tierra Caliente y el estado de México, al oriente con los estados de Morelos y Puebla y en parte al sur-oriente con la región de La Montaña. Respecto en altitud, las mayores elevaciones en la región son el cerro de la Tentación que alcanza los 3.199 m s. n. m. y el Huizteco con 2.504 m s. n. m.
Todo el territorio de la región se localiza en la región hidrológica del Balsas donde está conformado por las cuencas del Río Grande-Amacuzac, Río Balsas-Zirándaro y la del Río Balsas-Mezcala. La primera ocupa la porción norte y oriente de la región, la segunda la parte poniente y la tercera es la que predomina en la mayoría del territorio al cubrir la zona centro y sur. Entre los principales ríos y arroyos —algunos de caudal permanente— en la región están el Cocula, Sultepec, Tepecoacuilco, Amacuzac y Mezcala.
En las zonas con menor altura, concretamente donde se hallan las riveras del río Mezcala, se da la cosecha de maíz, cacahuate, jitomate, aguacate, mango y sandía que aprovechan la irrigación del río al ser un área con baja incidencia de lluvias. En la zona sur del territorio, donde se localizan los municipios de Apaxtla, Cocula, Cuetzala del Progreso e Iguala, está cubierta en su mayoría por anchos valles. Allí es propicio el cultivo de maíz, frijol, caña de azúcar, sésamo, chile, garbanzo, y frutales como el tamarindo.
ARTESANIAS
Hay de oro, plata, hierro, acero, cerámica: ollas cántaros tinajas, cajetes, jarros, candaleros y esculturas humanas y de animales, etc.

## Municipios
La Región Norte está compuesta por dieciséis municipios. Su capital regional es la ciudad de Iguala.
| Municipios de la Región Norte |                            |                            |
| Clave                         | Municipio                  | Cabecera                   |
| 006                           | Apaxtla                    | Apaxtla de Castrejón       |
| 008                           | Atenango del Río           | Atenango del Río           |
| 015                           | Buenavista de Cuéllar      | Buenavista de Cuéllar      |
| 017                           | Cocula                     | Cocula                     |
| 019                           | Copalillo                  | Copalillo                  |
| 026                           | Cuetzala del Progreso      | Cuetzala del Progreso      |
| 034                           | Huitzuco de los Figueroa   | Ciudad de Huitzuco         |
| 035                           | Iguala de la Independencia | Iguala de la Independencia |
| 031                           | General Canuto A. Neri     | Acapetlahuaya              |
| 037                           | Ixcateopan de Cuauhtémoc   | Ixcateopan de Cuauhtémoc   |
| 047                           | Pedro Ascencio Alquisiras  | Ixcapuzalco                |
| 049                           | Pilcaya                    | Pilcaya                    |
| 055                           | Taxco de Alarcón           | Taxco de Alarcón           |
| 058                           | Teloloapan                 | Teloloapan                 |
| 059                           | Tepecoacuilco de Trujano   | Tepecoacuilco de Trujano   |
| 060                           | Tetipac                    | Tetipac                    |

## Véase también

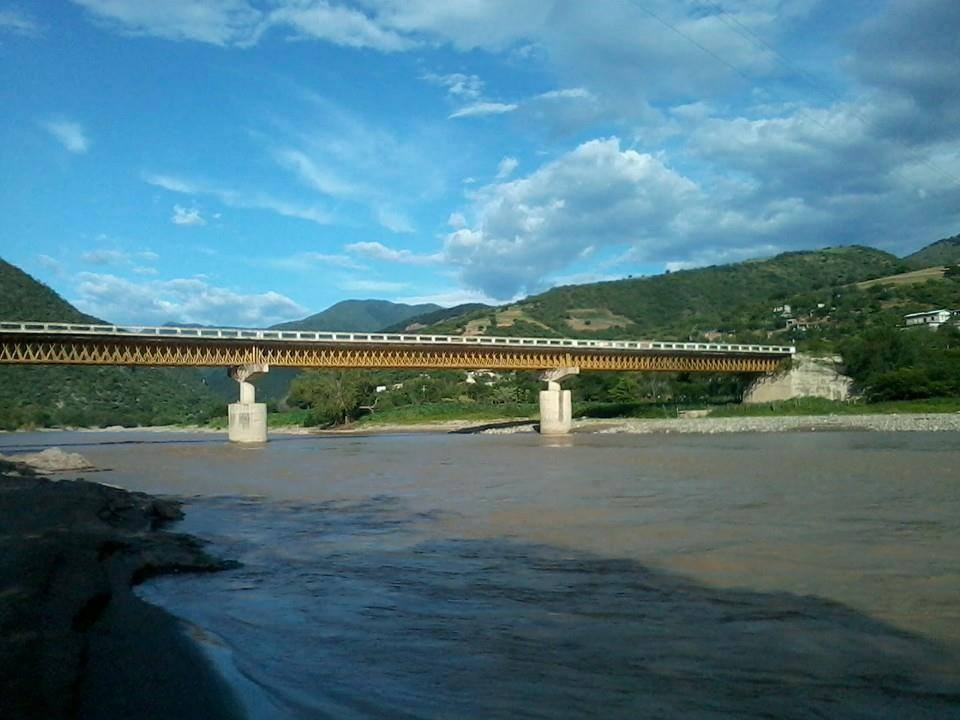
Puente sobre el Río Balsas en Papalutla